# Horssen
Horssen is een dorp in het Land van Maas en Waal in de Nederlandse provincie Gelderland. Tot 1 januari 1984 was het een zelfstandige gemeente, sindsdien valt het onder Druten. Horssen heeft 1.665 inwoners (1 januari 2023).

## Beschrijving

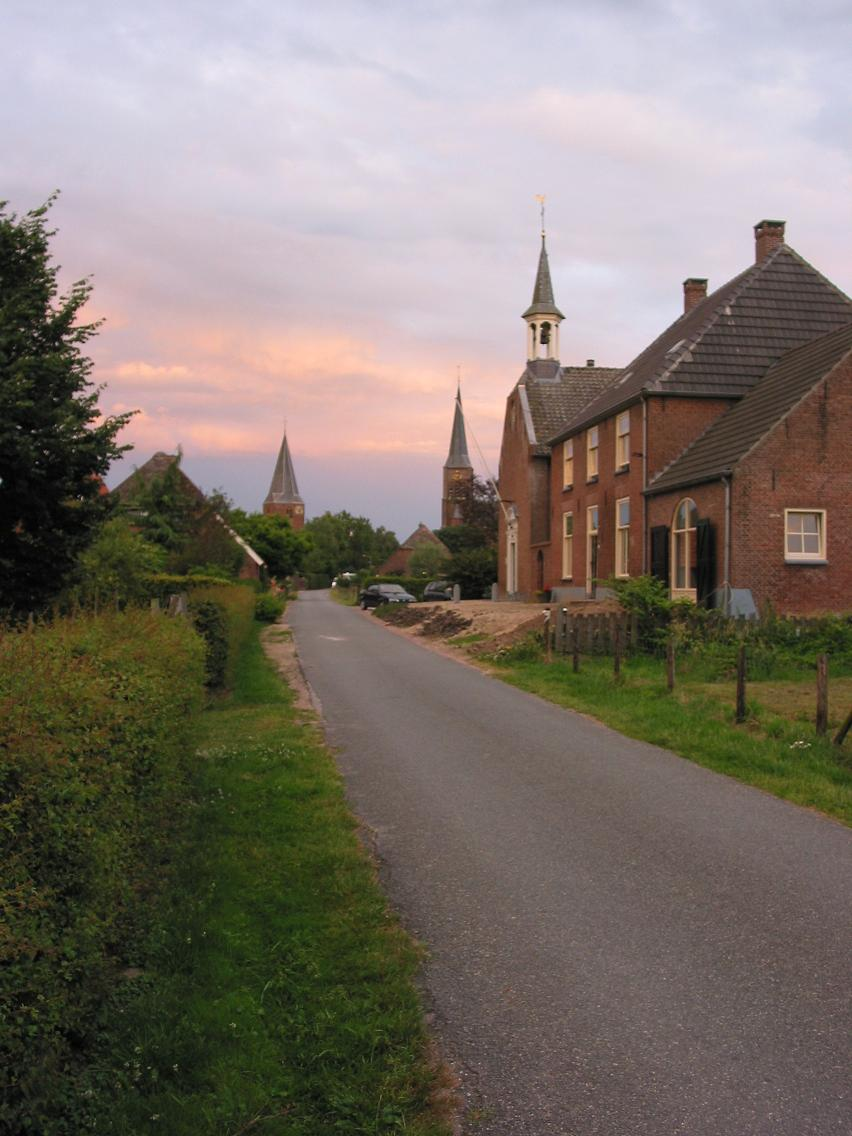
Drie kerken in Horssen

Het dorp telt drie kerkgebouwen, waarvan er nog twee als kerk in gebruik zijn. Er is een basisschool en aardig wat nieuwbouw.
Op sportgebied is er een voetbal-, een tennis-, een badminton- en een volleybalclub. De voetbalclub, in 2011 ontstaan uit een fusie tussen AAC en VV Olympia, heet AAC-Olympia. De jeugd van Horssen en omstreken voetbalt bij Boa-jc.

### Bezienswaardigheden
Het arboretum “Het Gogh” kan een aantal dagen per jaar worden bezocht. Het is een halve hectare groot en bevat veel houtige gewassen.
“De Kleine Heerlijkheid” is een wijngaard, zorgboerderij en escargotskwekerij in Horssen. De wijngaard is in 1996 aangeplant. Vanaf 1998 is er een dagbesteding op de zorgboerderij voor verstandelijk gehandicapten. De escargotteelt is in 1999 gestart.

## Geboren in Horssen
- Herman van Run (1918–2012), journalist
- Merel Smulders (1998–), BMX-fietsster

## Overleden in Horssen
- Daniël Bellemans (1640-1674), dichter en geestelijke